# Jean-Claude Michel Mornant de Launay
Jean-Claude-Michel Mordant de Launay (ca. 1750, París - 13 de marzo de 1816, Havre) fue un naturalista francés.

## Estudios
Realizó estudios de derecho, obteniendo el título de abogado y luego se desarrollaría en el campo de la historia natural.
El ciudadano Mordant-Delaunay estuvo como bibliotecario del Museo Nacional de Historia Natural de Francia, cuando la biblioteca del Museo abrió sus puertas al público el 7 de septiembre de 1794.
Dirigió el zoológico del Jardín de plantas de París de 1798 a 1801.
También fue bibliotecario del Museo de Historia Natural de El Havre.

## Algunas publicaciones
- le Bon Jardinier, almanaque que editó cada año a partir de 1804

- 'Herbier général de l'amateur: contenant la description, l'histoire, les propriétés et la culture des végétaux utiles et agréables, 1811-1812

- una edición del 'École du jardinier de La Bretonnerie (1808) en 2 vols.

- Flore des jardiniers, amateurs et manufacturiers. Con Pancrace Bessa, ilustraron Jacques Marchand, Baroy, Carnonkel, Pierre François Barrois, Marie Gabrielle Coignet, Séraphin Goulet, Jean Baptiste Devisse, Antoine François Dennel, Jean Baptiste Bigant, Louis Brion de la Tour, Louis Charles Ruotte, Johann Konrad Susemihl, Maria Mien, Bittermann, Louis François baron Lejeune, Jean Baptiste Guyard, Claud Marie François Dien. Ed. Audot, 1836

## Honores

### Eponimia
- (Asteraceae) Launaya (Rchb.) Kuntze[2]
- La abreviatura «Laun.» se emplea para indicar a Jean-Claude Michel Mornant de Launay como autoridad en la descripción y clasificación científica de los vegetales.[3]